# Zvizdar
Zvizdar (en serbe cyrillique : Звиздар) est un village de Serbie situé dans la municipalité d’Ub, district de Kolubara. Au recensement de 2011, il comptait 494 habitants.
Zvizdar est situé sur les bords de l'Ub, un affluent de la Tamnava.

## Démographie

### Évolution historique de la population
| 1948 | 1953 | 1961 | 1971 | 1981 | 1991 | 2002 | 2011 |
| ---- | ---- | ---- | ---- | ---- | ---- | ---- | ---- |
| 702  | 759  | 750  | 728  | 652  | 625  | 536  | 494  |

|  |